# Erepyon (小野惠令奈單曲)
《Erepyon》（日語：えれぴょん），是歌手小野惠令奈於2012年4月3日宣佈發表的首張個人單曲。

## 概要
本單曲名稱取自主唱小野惠令奈的暱稱。單曲中亦收錄同名歌曲，此曲之作曲由活躍於NICONICO動畫的SmileR（スマイラー）所創作。歌詞則由主唱小野惠令奈親自填寫，這次亦是小野首次填詞。此曲亦於4月17日開始，被採用為日本富士電視台週二晚間九點連續劇，由新垣結衣和堺雅人主演的法庭劇集《LEGAL HIGH》之片頭曲。另外，單曲以5個發售形態於2012年6月13日在日本開始發售。

## 相關消息
- 2012年4月17日，作為片頭曲出現在富士電視台週二晚間九點連續劇，由新垣結衣及堺雅人主演之法庭劇集《LEGAL HIGH》中。
- 2012年5月3日，其PV之SPOT映像及專輯封面公開。[2]
- 2012年5月8日，於RecoChoku開始以電話鈴聲发售,並獲得當日RecoChoku電話鈴聲排行榜第一位。[3]
- 2012年5月30日，A面曲歌名「えれぴょん」及B面曲「センチメンタルガール」分別以電話來電畫面（着ムービー）及電話鈴聲(着うた)发售。其中，A面曲歌名「えれぴょん」獲得5月31日RecoChoku電話來電畫面（着ムービー）排行榜第一位。[4]
- 2012年6月1日，為宣傳新單曲，於東京・秋葉原車站・電氣街口牆壁與澀谷・西村大廈牆壁上展開宣傳廣告。[5]
- 2012年6月13日，於日本開始發售，並於當日獲得Oricon排行第二位。[6]
- 2012年6月19日，發售首週賣出2萬6千張並獲得Oricon週間排行第三位(計算時間：6/11～6/17)。[7]

## 發售形態

### 通常盤
とにかくかわいい、えれぴょん盤
- 1.えれぴょん(日本富士電視台電視劇《王牌大律師》片頭曲)[3:19]
- 2.センチメンタルガール(作詞：小野恵令奈、作曲・編曲：SmileR)[3:46]
- 3.えれぴょん（off vocal ver.)
- 4.センチメンタルガール（off vocal ver.)

### 初回限定盤A
えれぴょん顔アップ盤
Disc-1(CD)
- 1.えれぴょん
- 2.センチメンタルガール
- 3.えれぴょん（off vocal ver.)
- 4.センチメンタルガール（off vocal ver.)

Disc-2(DVD)
- DVD收錄PV1曲 及 幕後花絮(監督:守屋健太郎)

### 初回限定盤B
えれぴょん水着盤
Disc-1(CD)
- 1.えれぴょん
- 2.センチメンタルガール
- 3.えれぴょん（off vocal ver.)
- 4.センチメンタルガール（off vocal ver.)

Disc-2(DVD)
- DVD收錄寫真集製作花絮

### 初回限定盤C
えれぴょんから（女子推薦盤）
Disc-1(CD)
- 1.えれぴょん
- 2.キミがいれば…（如果你在这里……）(作詞：LITZ、作曲：山下和彰、編曲：HΛL)[4:21] 　※初回限定盤Cのみの楽曲
- 3.えれぴょん（off vocal ver.)
- 4.キミがいれば……（如果你在这里……）（off vocal ver.)

Disc-2(DVD)
- DVD收錄組合樂曲(カップリング楽曲)PV 及製作花絮

### LAWSON限定盤
Disc-1(CD)
- 1.えれぴょん
- 2.センチメンタルガール（青涩的女孩）
- 3.えれぴょん(off vocal ver.)
- 4.センチメンタルガール（青涩的女孩）(off vocal ver.)

Disc-2(DVD)
- DVD收錄えれぴょん 訪問片段

## 備註
1. ↑  April （页面存档备份，存于） 03 [Tue], 2012, 10:00
2. ↑  .   [2012-06-01]. （原始内容存档于2012-06-19）.
3. ↑  .   [2012-06-01]. （原始内容存档于2012-05-27）.
4. ↑  .   [2012-06-01]. （原始内容存档于2016-03-04）.
5. ↑  .   [2012-06-01]. （原始内容存档于2012-12-19）.
6. ↑  .   [2012-07-12]. （原始内容存档于2012-07-12）.
7. ↑  .   [2012-07-09]. （原始内容存档于2012-07-09）.

## 外部連結
- YouTube上的小野恵令奈 - 「えれぴょん」 レコーディング映像（日語）
- YouTube上的小野恵令奈 - 「えれぴょん」（6月13日（水）発売） SPOT映像（日語）
- 日本華納官方網站（日語）